# Nicator chloris
Conquistador-ocidental ou tuta-picanço-de-garganta-verde (Nicator chloris) é uma espécie de ave da família Pycnonotidae.
Pode ser encontrada nos seguintes países: Angola, Benin, Camarões, República Centro-Africana, República do Congo, República Democrática do Congo, Costa do Marfim, Guiné Equatorial, Gabão, Gâmbia, Gana, Guiné, Guiné-Bissau, Libéria, Mali, Nigéria, Senegal, Serra Leoa, Sudão, Tanzânia, Togo e Uganda.
Os seus habitats naturais são: florestas subtropicais ou tropicais húmidas de baixa altitude e pântanos subtropicais ou tropicais.